# Латук татарський
Салат татарський, латук татарський (Lactuca tatarica) — вид однорічних трав'янистих рослин роду латук (Lactuca).

## Ботанічний опис
Стебло заввишки 60–100 см.
Стеблові листки продовгувато-еліптичні до ланцетних.
Суцвіття — кошики, квітки блакитні або синювато-бузкові.
Плід — сім'янка.
Цвіте у червні-серпні.

## Поширення
Вид поширений у Європі, Азії та у Північній Америці. В Україні зустрічається у степу, лісостепу та у Криму, росте на солончаках, на глинистих та кам'янистих схилах. Злісний бур'ян.